# 2011年货币汇率监督改革法案
《2011年货币汇率监督改革法案》（英語：The Currency Exchange Rate Oversight Reform Act of 2011，S. 1619），2011年10月11日，美国第112届国会参议院以65票对35票通过，众议院尚未进行投票。该法案要求美国财政部判定，并要求美国商务部采取贸易救济措施。

## 腳註
1. ↑  Yong, Wang. . Shanghai Daily. Shanghai Daily.   [12 October 2011].